# Клёново (село, Москва)
Клёново — село в Троицком административном округе Москвы (до 1 июля 2012 года в составе Подольского района Московской области). Входит в состав района Вороново.

## Население
| 1859 | 1890 | 1899 | 1926 | 2002  | 2006  | 2010  |
| ---- | ---- | ---- | ---- | ----- | ----- | ----- |
| 340  | ↘275 | ↘159 | ↗259 | ↗2221 | ↗2278 | ↘2177 |

Согласно Всероссийской переписи, в 2002 году в селе проживал 2221 человек (990 мужчин и 1231 женщина); преобладающая национальность — русские (96 %). По данным на 2005 год в селе проживало 2278 человек.

## География
Село Кленово расположено примерно в 55 км к юго-западу от центра Москвы. В 3 км севернее села проходит Варшавское шоссе. Вдоль южной границы села протекает река Моча. Ближайшие населённые пункты — деревни Давыдово, Починки и Киселёво.

## История
Впервые село Клёново на речке Моче было упомянуто в писцовых книгах 1627—1628 годов. Тогда оно относилось к Перемышльской волости Московского уезда и числилось «за князем Никитою Петровым сыном Барятинского». В селе был двор приказчика, двор дворового человека, три крестьянских и семь бобыльих дворов. К тому же в селе была деревянная церковь Николая Чудотворца.
Никита Барятинский умер, и Клёново перешло к его наследникам. В 1675 году Юрий Никитович продал село князю Степану Васильевичу Ромодановскому. На тот момент в селе уже было 15 крестьянских и 5 бобыльских дворов. В 1681 году село унаследовала его дочь Марфа. Часть своих владений Марфа продала, затем она вышла замуж, и Клёново перешло её мужу Борису Михайловичу Черкасскому. В 1722 году село досталось по наследству их сыну, Петру Борисовичу Черкасскому.
В 1756 году Пётр Борисович Черкасский обратился в Московскую духовную Консисторию с просьбой разрешить ему построить новую деревянную церковь взамен старой. Разрешение было получено, и в 1758 году новая деревянная церковь была освящена. А в 1793 году на месте деревянной была выстроена каменная Петропавловская церковь с приделом Святого Николая.
В середине XIX века имением владела генеральша А.Б. Нейдгардт. В 1890 году промышленница Л.В. Шамшина, с 1911 до 1917 года А.И. Шамшин.
В 1994—2006 годах — центр Клёновского сельского округа.
С 1 июля 2012 года вошло в состав города федерального значения Москва.

## Достопримечательности
В селе расположена усадьба Клёново. Сохранились руины главного дома, флигель с мезонином и парк. Церковь Святителя Николая, построенная в 1793 году, также относится к усадебному комплексу. Церковь построена в стиле раннего классицизма. Здание церкви относится к распространённому типу «восьмерик на четверике». Усадьба Клёново и церковь Святителя Николая являются памятниками архитектуры местного значения.

## Транспорт
Городские автобусы № 629, е141,1004. Также существует автобусное сообщение с городом Подольском (маршрут № 1033: станция Подольск — Клёново — Сады Кристалл — Жохово., 1033 (второй вариант, кольцевой)- Подольск - Кленово - Чернецкое - Вяткино- Сады Кристалл - Подольск., 1033 (третий вариант, кольцевой)- Подольск- Кленово- Свитино- Зыбино- Сады Кристалл- Кленово- Подольск).

## Образование
В Клёново расположено Государственное бюджетное образовательное учреждение города Москвы средняя общеобразовательная школа № 2073
(до 01.07.2012 МОУ Клёновская СОШ).

## Спорт
Клёново — популярное место для проведения соревнований по велоспорту самого разного уровня. В окрестностях посёлка проводятся как любительские, так и профессиональные групповые шоссейные велогонки и гонки с раздельным стартом.

## Улицы

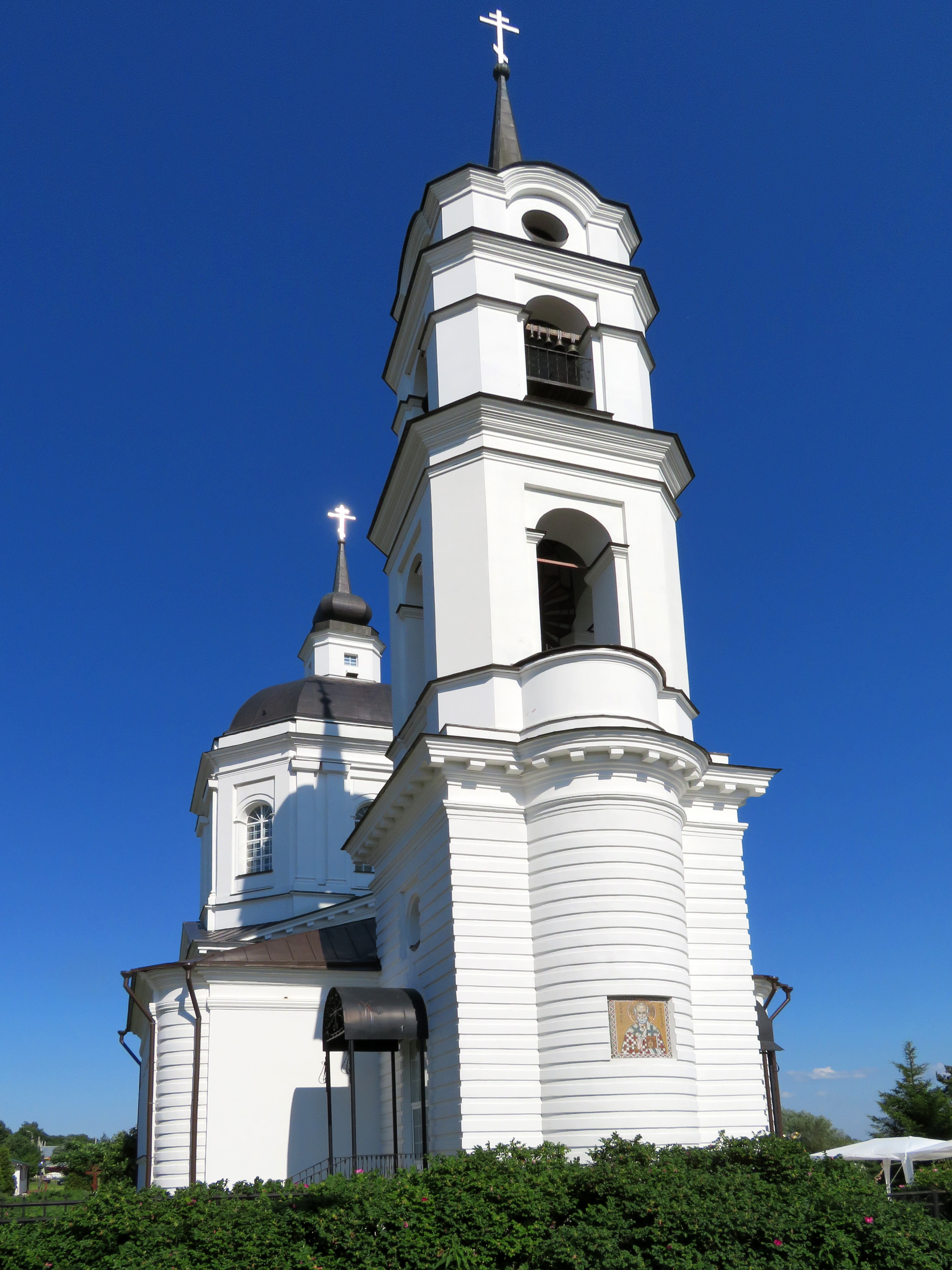
Церковь Николая Чудотворца в Клёново

В селе Клёново расположены следующие улицы и территории:
- Территория ГСК Кленово
- Территория ДНТ Звезда-95
- Территория ЖСК Кленовский
- Улица Мичурина
- Октябрьская улица
- Парковая улица
- Почтовая улица
- Рабочая улица
- Территория СНТ Гавань
- Территория СНТ Источник
- Территория СНТ Клёново
- Территория СНТ Кристалл-5
- Территория СНТ Мечта
- Территория СНТ Нептун
- Территория СНТ Сальково-М
- Территория СНТ Янтарь
- Садовая улица
- Торговый тупик
- Центральная улица
- Территория с/т Чегодаево
- Территория СНТ Учитель
- Территория СНТ Осинки
- Территория СНТ Щербинка
- Территория СНТ Лесные поляны